# Materijalizam
Materijalizam je filozofski pravac i svjetonazor koji tvrdi da je sva stvarnost sastavljena od materijalnih tvari, i da su svi emergenti fenomeni (u koje pripada i fenomen svijesti) rezultat materijalnih svojstva i interakcija. Drugim riječima, teorija tvrdi da se stvarnost potpuno sastoji od fizikalne tvari koja je jedini uzrok svakog mogućeg događaja, uključujući ljudske misli, osjećaje i djelovanja.

## Definicija materije
Sama priroda i definicija materije - poput drugih ključnih pojmova u znanosti i filozofiji - su izazvali mnoge rasprave. Postoji li jedna vrsta materije (hyle) iz koje je sve napravljeno, ili više vrsta? Je li materija kontinuirana supstanca sposobna izražavati više oblika (hylomorphism), ili broj diskretnih, nepromjenjivih sastojaka (atomizam)? Ima li prirođena svojstva (teorija supstanca), ili joj to nedostaje (prima materia)?
Jedan izazov tradicionalnom konceptu materije kao opipljive "stvari" je došao s razvojem fizike u 19. stoljeću. Relativnost pokazuje da su materija i energija (uključujući i prostorno distribuirane energije polja) zamjenjivi. To omogućuje ontološki stav da je energija prima materia i da je materija jedan od njegovih oblika. S druge strane, Standardni model fizike koristi kvantnu teoriju polja za opisivanje svih interakcija. U tom pogledu moglo bi se reći da su polja prima materia i da je energija svojstvo polja.
Prema dominantnom kozmološkom modelu Lambda-CDM, manje od 5% energetske gustoće svemira se sastoji od "materije" kakvo je opisuje Standardni model, a većina svemira se sastoji od tamne materije i tamne energije - bez dogovora među znanstvenicima o tome od čega su oni napravljani.
S pojavom kvantne fizike, neki znanstvenici su vjerovali da se je koncept materije samo promijenio, dok su drugi vjerovali da se uobičajeni položaj više nije mogao održavati. Na primjer, Werner Heisenberg je rekao: "ontologija materijalizma se je bazirala na iluziji da se tip postojanja, direktna 'aktualnost' o svijetu okolo nas, može ekstrapolirati do atomske razine. Ta ekstrapolacija međutim nije moguća... atomi nisu stvari”. Isto tako, neki filozofi su mislili da ove dihotomije zahtijevaju prelazak iz materijalizma na fizikalizam. Dok drugi koriste termine "materijalizam" i "fizikalizam" naizmjenično.
George Stack je razlikovao materijalizam od fizikalizma: "u dvadesetom stoljeću, fizikalizam je nastao iz pozitivizma. Fizikalizam ograničava smislene izjave do fizičkim tijelima ili procesa koji su provjerljivi ili u načelu provjerljivi. To je empirijska hipoteza koja je predmet revizije, i stoga nema dogmatsko stajalište klasičnog materijalizma. Herbert Feigl je branio fizikalizam u SAD-u i dosljedno je držao da su mentalna stanja moždana stanja i da mentalni pojmovi imaju isti referent kao i fizički pojmovi. Dvadeseto stoljeće je svjedočilo mnogim materijalističkim teorijama mentalnog i okružuju ih mnoge rasprave." - George J. Stack, Routledge Encyclopedia of Philosophy